# Vadu Oii (okręg Buzău)
Vadu Oii – wieś w Rumunii, w okręgu Buzău, w gminie Gura Teghii. W 2011 roku liczyła 46 mieszkańców.